# Must be now
〈Must be now〉은 NMB48의 13번째 싱글이다.

## 개요
전작 〈두리안 소년〉으로부터 약 3개월 만의 발매이다.

## 수록곡

### 통상반 Type-A
자켓 사진 (표지): 이시다 유미·카토 유카·키시노 리카·니시무라 아이카·야마모토 사야카
CD
1. Must be now
(작사: 아키모토 야스시 / 작곡·편곡: Carlos K.)
2. 片想いよりも思い出を… / 짝사랑보다도 추억을…
(작사: 아키모토 야스시 / 작곡: 마츠모토 카즈야 / 편곡: 이타가키 유스케)
3. 夢に色がない理由 / 꿈에 색이 없는 이유 - Team N
(작사: 아키모토 야스시 / 작곡: 후지모토 타카노리 / 편곡: 와카타베 마코토)
4. Must be now off vocal ver.
5. 片想いよりも思い出を… off vocal ver.
6. 夢に色がない理由 off vocal ver.

DVD
1. Must be now 뮤직 비디오
2. Must be now 뮤직 비디오 댄스 버전
3. 片想いよりも思い出を… 뮤직 비디오
4. 夢に色がない理由 뮤직 비디오
5. 특전 영상 " 리리퐁 마작 승리로 가는 길 전편"

### 한정반 Type-A
자켓 사진 (표지): 요시다 아카리,스토 리리카,야마모토 사야카,죠니시 케이
CD
1. Must be now
2. 片想いよりも思い出を… / 짝사랑보다도 추억을…
3. 夢に色がない理由 / 꿈에 색이 없는 이유 - Team N
4. Must be now off vocal ver.
5. 片想いよりも思い出を… off vocal ver.
6. 夢に色がない理由 off vocal ver.

DVD
1. NMB48 Arena Tour 2015 ～遠くにいても～ 2015년 2월 25일 @일본무도관

### 통상반 Type-B
자켓 사진 (표지): 와타나베 미유키, 야마모토 사야카
CD
1. Must be now
2. 片想いよりも思い出を… / 짝사랑보다도 추억을…
3. Good-bye、Guitar - Team M
(작사: 아키모토 야스시 / 작곡: 시마다 유우키, 이와사키 세이지 / 편곡: 노나카 “마사” 유이치)
4. Must be now off vocal ver.
5. 片想いよりも思い出を… off vocal ver.
6. Good-bye、Guitar off vocal ver.

DVD
1. Must be now 뮤직 비디오
2. Must be now 뮤직 비디오 댄스 버전
3. 片想いよりも思い出を… 뮤직 비디오
4. Good-bye、Guitar 뮤직 비디오
5. 특전 영상 " 리리퐁 마작 승리로 가는 길 후편"

### 한정반 Type-B
자켓 사진 (표지): 시로마 미루,후지에 레이나,야구라 후코
CD
1. Must be now
2. 片想いよりも思い出を… / 짝사랑보다도 추억을…
3. Good-bye、Guitar - Team M
4. Must be now off vocal ver.
5. 片想いよりも思い出を… off vocal ver.
6. Good-bye、Guitar off vocal ver.

DVD
1. NMB48 Arena Tour 2015 ～遠くにいても～ 2015년 2월 26일 @일본무도관

### 통상반 Type-C
자켓 사진 (표지): 쿠사카 코노미,우메다 아야카,야마모토 사야카,와타나베 미유키,키노시타 하루나
CD
1. Must be now
2. 片想いよりも思い出を… / 짝사랑보다도 추억을…
3. 空腹で恋愛をするな / 공복에 연애를 하지마 - Team BII
(작사: 아키모토 야스시 / 작곡: 카와우라 마사히로 / 편곡: 사사키 유타카)
4. Must be now off vocal ver.
5. 片想いよりも思い出を… off vocal ver.
6. 空腹で恋愛をするな off vocal ver.

DVD
1. Must be now 뮤직 비디오
2. Must be now 뮤직 비디오 댄스 버전
3. 片想いよりも思い出を… 뮤직 비디오
4. 空腹で恋愛をするな 뮤직 비디오
5. 특전 영상 NMB48 feat.요시모토 신 희극 Vol.13

### 한정반 Type-C
자켓 사진 (표지):시부야 나기사·야부시타 슈·와타나베 미유키
CD
1. Must be now
2. 片想いよりも思い出を… / 짝사랑보다도 추억을…
3. 空腹で恋愛をするな / 공복에 연애를 하지마 - Team BII
4. Must be now off vocal ver.
5. 片想いよりも思い出を… off vocal ver.
6. 空腹で恋愛をするな off vocal ver.

DVD
1. NMB48 연구생 공연 「상상의 시인」

### 극장반
자켓 사진 (표지): 선발 멤버 9인
CD
1. Must be now
2. 片想いよりも思い出を… / 짝사랑보다도 추억을…
3. 俺らとは / 우리들은
4. Must be now off vocal ver.
5. 片想いよりも思い出を… off vocal ver.
6. 俺らとは off vocal ver.

## 선발 멤버

### Must be now
(센터:야마모토 사야카)
- 야마모토 사야카, 와타나베 미유키, 이시다 유미, 카토 유카, 키시노 리카, 니시무라 아이카, 우메다 아야카, 키노시타 하루나, 쿠사카 코노미

### 짝사랑보다도 추억을…
(센터:야부시타 슈)
- 오오타 유리, 코타니 리호, 죠니시 케이, 스토 리리카, 요시다 아카리, 우에무라 아즈사, 시로마 미루, 타니가와 아이리, 후지에 레이나, 무라세 사에, 야구라 후코, 이치카와 미오리, 카도와키 카나코, 시부야 나기사, 나이키 코코로, 야부시타 슈

### 꿈에 색이 없는 이유
〈Team N〉 명의
(센터:야마모토 사야카)
- 아카시 나츠코, 이시다 유미, 오오타 유리, 카토 유카, 키시노 리카, 코가 나루미, 코타니 리호, 죠 에리코, 죠니시 케이, 스토 리리카, 니시자와 루리나, 니시무라 아이카, 야마오 리나, 야마구치 유키, 야마모토 사야카, 요시다 아카리

### Good-bye、Guitar
〈Team M〉 명의
(센터:시로마 미루, 야구라 후코)
- 아즈마 유키, 이시즈카 아카리, 우노 미즈키, 우에무라 아즈사, 오키타 아야카, 카와카미 레나, 키노시타 모모카, 쿠시로 리나, 콘도 리나, 시로마 미루, 타케이 사라, 타니가와 아이리, 나카노 레이나, 후지에 레이나, 마츠무라 메구미, 미타 마오, 무라세 사에, 모리타 아야카, 야구라 후코

### 공복에 연애를 하지마
〈Team BII〉 명의
(센터:와타나베 미유키)
- 이지리 안나, 이소 카나에, 이치카와 미오리, 우에다 미레이, 우메다 아야카, 오오단 마이, 카도와키 카나코, 카와카미 치히로, 키노시타 하루나, 쿠사카 코노미, 쿠로카와 하즈키, 시부야 나기사, 나이키 코코로, 하야시 모모카, 마츠오카 치호, 야부시타 슈, 와타나베 미유키

### 우리들은
키시노 리카, 코타니 리호, 야마구치 유키, 야마모토 사야카, 오가사와라 마유